# Stele di Ezanà

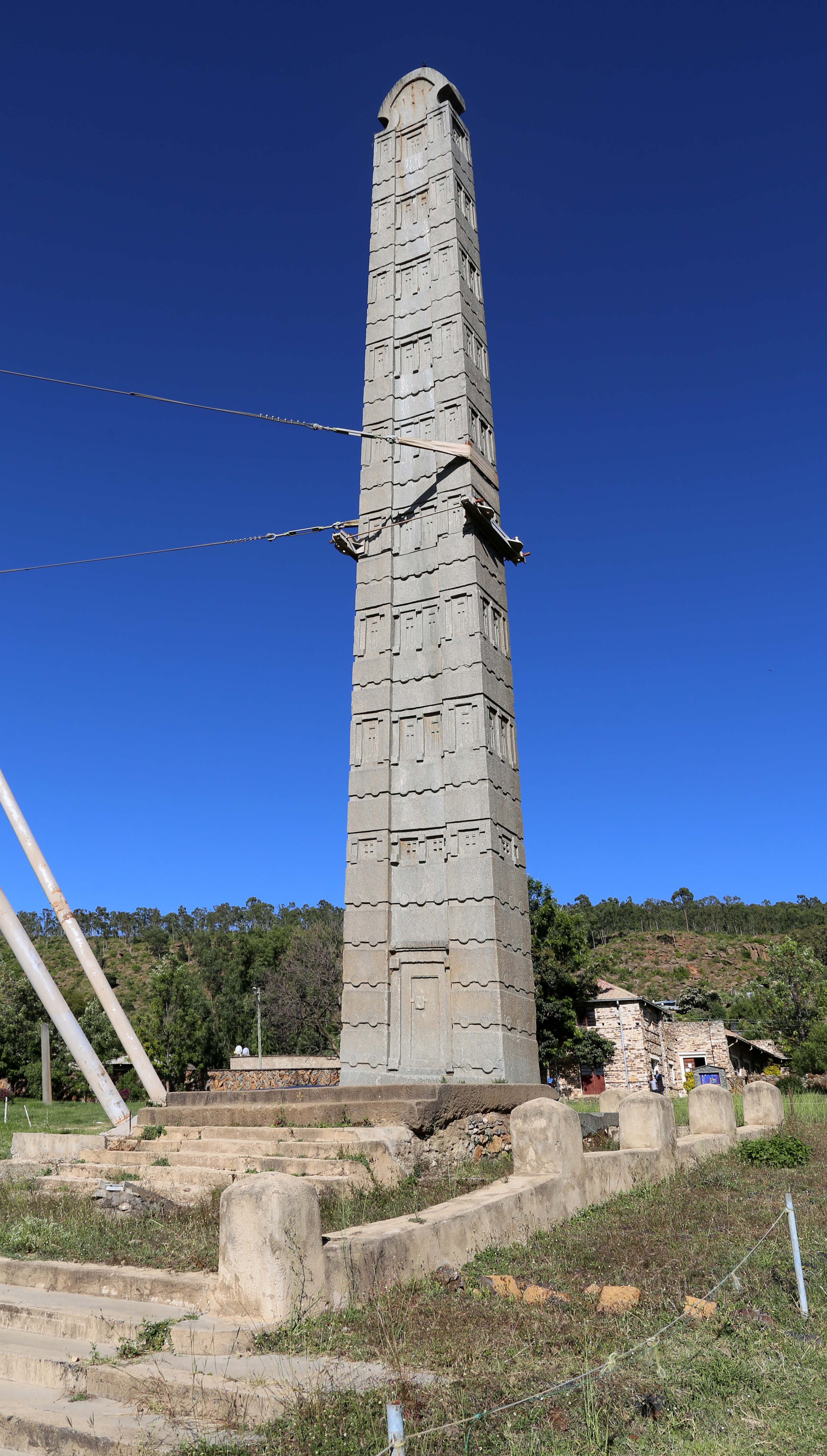
Stele di Ezanà

La Stele di re Ezanà è l'obelisco maggiore centrale che si trova ancora oggi nel Parco Settentrionale delle Stele nell'antica città di Axum (nell'odierna Etiopia). 
L'obelisco fu scolpito ed eretto nel corso del IV secolo su ordine di re Ezanà (300-350 d.C. circa), sovrano del regno di Axum, un'antica civiltà etiope. Il monumento è decorato da una falsa porta alla base e da aperture ricordanti finestre lungo tutti i lati.
La stele è alta 21 metri, più bassa della Grande Stele (33 m), crollata in età antica, e del più conosciuto obelisco di Axum (24 m).